# امیلیو گومس موریل
امیلیو گومس موریل (اسپانیایی: Emilio Gómez Muriel‎; ۲۲ مهٔ ۱۹۱۰ – ۲۵ ژانویهٔ ۱۹۸۵) یک کارگردان فیلم، و فیلم‌نامه‌نویس اهل مکزیک بود. او بیشتر به‌خاطر ملودرام‌هایش شناخته می‌شود، اما یکی از نخستین فیلم‌هایش شبکه‌ها بود (اکران: ۱۹۳۶)، تلاشی در حوزهٔ سینمای اجتماعی با بازیگران عمدتاً غیرحرفه‌ای.
از فیلم‌ها یا مجموعه‌های تلویزیونی که وی در آن‌ها نقش داشته است، می‌توان به سه النا اشاره نمود.